# اللص (رواية)
اللص هي رواية للكاتب والصحفي توفيق بن بريك، ترجمها الكاتب والشاعر التونسي وليد الفرشيشي، وهي من تقديم المنظر والناقد الأدبي الفلسطيني-أمريكي إدوارد سعيد.

## نبذة
صدرت الرواية الأصلية باللغة الفرنسية تحت اسم "Le Bandit" سنة 2017 عن دار الجنوب للنشر. الرواية خيالية ولقد استوحى فيها الكاتب شخصية البطل علي من شخصية ابنه بالأساس.